# Казелете
Казелете (итал. Caselette) је насеље у Италији у округу Торино, региону Пијемонт.
Према процени из 2011. у насељу је живело 2875 становника. Насеље се налази на надморској висини од 373 м.

## Становништво
| 1936. | 1951. | 1961. | 1971. | 1981. | 1991. | 2001. | 2011. |
| ----- | ----- | ----- | ----- | ----- | ----- | ----- | ----- |
| 635   | 788   | 803   | 1.396 | 2.344 | 2.717 | 2.643 | 2.931 |